# فيصل دشتي
فيصل محمد دشتي ممثل كويتي من مواليد 27 ديسمبر 1980

## حياته
ولد فيصل دشتي في الكويت وهو أعزب وبداء حياته في المسرح ثم في الأعمال الدراميه

## ابرز أعماله
شارك فيصل في مسلسل حريم أبوي (مسلسل) ومسلسل في عينها أغنية (مسلسل) ومسرحيه الأبطال الستة ومسلسل البرواز وشارك في مسلسل الحب الكبير (مسلسل)، وبرنامج قرقيعان (برنامج).
و في مسلسل جبروت امرأة (مسلسل) ومسلسل عذاري (مسلسل).